# Berny-sur-Noye
Berny-sur-Noye est une ancienne commune française de la Somme qui fut absorbée administrativement en 1965 par Ailly-sur-Noye, située un peu plus au nord, sans discontinuité de l'habitat ou des équipements.

## Géographie
La voie romaine reliant Amiens et Senlis traversait Berny-sur-Noye.

### Localisation
Berny-sur-Noye est située dans l'est du département de la Somme à une dizaine de kilomètres au sud de Péronne et 18 km d'Amiens.
En 1899, le village n'a aucun hameau mais comporte deux écarts, correspondant à des fermes isolées :
- Les Vœux, à 3 km avec 6 habitants,
- Éreuse, à 2 km, 3 habitants[2].

### Relief, paysage, végétation, hydrographie
Des alluvions tourbeuses se trouvent dans la vallée de la Noye,.
Les deux plateaux qui enserrent le seul cours d'eau parcourant le territoire sont couverts de limon argileux renfermant des silex.
Le climat de l'ancienne commune est tempéré océanique, dit séquanien.
Le territoire est traversé suivant un axe nord-sud par la Noye, rivière d'un débit moyen qui ne connaît guère de crue.
Quelques étangs proviennent des tourbages réalisés autrefois. Le rouissage du chanvre y a été pratiqué avant que le choléra ne fut connu et que l'interdiction de cette pratique soit ordonnée.
En 1899, une eau séléniteuse est puisée à 8 ou 10 m de profondeur. Elle alimente les pompes communales et particulières.

### Flore
Une grande variété d'orchidées est signalée dans le bois de Berny en 1899 et en particulier la présence d'Orchis maculata purpurea laxiflora.

## Toponymie
On trouve Berni en 1186. Dès 1301, Berny possède l'orthographe actuelle. Puis Breny, Breny-sur-Noye sont ensuite relevés.
Il est probable que le nom du village provienne du vieux français Bernis (toile grossière),,.

## Histoire

### Préhistoire et Antiquité
Les fouilles effectuées dans le village ont livré des objets antiques : hachettes, silex, objets en bronze.

### Moyen Âge
Le village dépendait de la baronnie de Boves, relevant elle-même de l'abbaye de Corbie.

### Temps modernes
Marc Pierre d'Hervilly, mort en 1769, serait le dernier seigneur féodal de Berny.
En 1793, le curé de Berny fut guillotiné pour avoir hébergé une personne recherchée.
En 1870, le village est occupé par les Prussiens, la veille des batailles de Boves et de Dury.
Le maire est emmené par l'ennemi à la suite d'une maladresse de l'employé communal, mal interprétée.
Au début du XIXe siècle, deux fabriques à papier étaient en activité le long de la Noye. L'une d'elles a été transformée en scierie, l'autre en tannerie où travaillaient encore dix ouvriers en 1899. Une tourbe de médiocre qualité a longtemps été extraite dans une couche de faible épaisseur.

## Population et société

### Démographie
En 1899, le village compte 245 habitants alors que la population se montait à 157 habitants en l'an XIII de la République.

### Manifestations culturelles et festives
- Le spectacle « Le souffle de la terre » qui a fêté ses trente ans en 2015 se déroule en partie sur le plan d'eau de Berny-sur-Noye.
- Possibilité de sports nautiques sur le plan d'eau.

## Culture locale et patrimoine

### Lieux et monuments
- Église Saint-Fuscien.
- Monument aux morts surmonté d'une croix de guerre[6].